# بريان برايس (لاعب كرة قاعدة)
بريان برايس (بالإنجليزية: Bryan Price)‏ هو لاعب كرة قاعدة أمريكي، ولد في 13 نوفمبر 1986 في كوربوس كريستي في الولايات المتحدة.

## وصلات خارجية
- بريان برايس على موقع دوري كرة القاعدة الرئيسي (الإنجليزية)
- بريان برايس على موقعبيزبول رفرنس.كوم (الدوري الرئيسي) (الإنجليزية)
- بريان برايس على موقعبيزبول رفرنس.كوم (الدوري الثانوي) (الإنجليزية)
- بريان برايس على موقع إي إس بي إن.كوم (أم.أل.بي) (الإنجليزية)